# Абрамов, Иван Николаевич (политик)
Ива́н Никола́евич Абра́мов (род. 16 июня 1978, Благовещенск) — российский государственный и политический деятель.
Сенатор Российской Федерации, представитель в Совете Федерации от исполнительного органа государственной власти Амурской области с 27 сентября 2018 года, первый заместитель председателя Комитета Совета Федерации по экономической политике, член Совета по вопросам развития Дальнего Востока и Байкальского региона при Совете Федерации.
Депутат Государственной думы Российской Федерации VI и VII созывов с 4 декабря 2011 по 13 июня 2018 года, член депутатской фракции ЛДПР, первый заместитель председателя Комитета Государственной думы по региональной политике и проблемам Севера и Дальнего Востока.
Депутат Законодательного собрания Амурской области V созыва по списку ЛДПР с 2008 по 2011 год, председатель Комитета по вопросам экономики, межрегиональных, внешнеэкономических связей и собственности Амурской области, руководитель фракции.
Член Высшего совета ЛДПР. Впервые вошел в состав Высшего Совета ЛДПР в 2017 году. В 2020 году вновь был избран в Высший Совет ЛДПР в связи с переизбранием руководящего органа на новый срок полномочий.
С 9 марта 2022 года находится под персональными санкциями 27 стран ЕС, Великобритании, США, Канады, Швейцарии, Австралии, Украины, Новой Зеландии.

## Биография
Родился 16 июня 1978 года в Благовещенске.
Окончил Благовещенскую гимназию № 1 им. Надежды Крупской.
В 2000 году закончил Дальневосточный государственный аграрный университет (ДальГАУ) получив квалификацию «инженер», после чего занялся предпринимательством. Возглавлял ООО «Синергия».

### Политическая карьера
В июне 2004 года вступил в ЛДПР и вскоре возглавил Благовещенское городское отделение партии. В ноябре 2005 года избран Координатором Амурского регионального отделения ЛДПР. С 2005 по 2007 год являлся помощником депутата Государственной думы, продолжал предпринимательскую деятельность.
Участвовал в выборах депутатов Совета народных депутатов Амурской области в 2005 году в составе списка ЛДПР (не избрался). В 2007 году в составе списка кандидатов от ЛДПР был выдвинут в депутаты Государственной Думы, однако по нему не был избран.
Позднее стал одним из лидеров списка на выборах в Законодательное собрание Амурской области 2008 года, по которому был избран депутатом регионального парламента. В Законодательном Собрании возглавил Комитет по вопросам экономики, межрегиональных, внешнеэкономических связей и собственности области, а также стал руководителем депутатской фракции ЛДПР.
В 2011 году окончил РАНХИГС при Президенте РФ по специальности «политолог, преподаватель политических наук», в том же году возглавил дальневосточный список кандидатов, выдвинутый от ЛДПР на выборах в Госдуму и был избран депутатом Госдумы. В Государственной Думе вошёл в состав Комитета по региональной политике и проблемам Севера и Дальнего Востока, был избран на должность первого заместителя председателя Комитета.
В январе 2012 года оставил пост координатора Амурского регионального отделения ЛДПР в пользу депутата Законодательного Собрания Алексея Прохорова.
18 июня 2012 года Амурское отделение ЛДПР выдвинуло Ивана Абрамова кандидатом на пост губернатора Амурской области. 31 августа 2012 года зарегистрирован кандидатом в губернаторы облизбиркомом. По официальным итогам занял третье место и получил 19 448 (8,12 %) голосов избирателей.
9 июля 2014 года Амурское региональное отделение ЛДПР выдвинуло депутата Госдумы кандидатом на пост мэра Благовещенска, которые были назначены на 14 сентября 2014 года. 15 июля 2014 года был зарегистрирован горизбиркомом. Так же, как и на выборах губернатора, Иван Абрамов занял на выборах третье место, получив по официальным данным 7608 голосов горожан (16,51 % от общего числа пришедших на избирательные участки жителей города).
10 июня 2015 года Амурским региональным отделением ЛДПР Иван Абрамов вновь был выдвинут кандидатом на пост губернатора Приамурья. На этих выборах Иван Абрамов заметно улучшил свой результат, получив по итоговым официальным данным 60 545 голосов (28,30 % голосов жителей области, принявших участие в голосовании) и занял второе место. При этом, в областном центре Иван Абрамов обошёл победителя выборов, кандидата от партии «Единая Россия» и и. о. губернатора Александра Козлова на 14,93 % голосов, заняв в Благовещенске первое место с результатом 45,19 % голосов.
Летом 2016 года Иван Абрамов был выдвинут кандидатом от ЛДПР на выборах в Государственную думу седьмого созыва по Амурскому одномандатному округу № 70. Ещё до выборов округ обозначен согласованным под Ивана Абрамова, так как «Единая Россия» не выдвинула своего кандидата. На выборах И. Абрамов получил большинство голосов (45,98 %), получив тем самым мандат депутата Госдумы 7 созыва.
В 2017 году Иван Абрамов вошёл в состав Кадрового резерва Президента России и в период с 2017 по 2018 год прошёл соответствующее обучение по программе подготовки управленческих кадров, проводимое Администрацией Президента РФ.
В 2018 году Иван Абрамов был включён в первую пятёрку «региональных политиков с федеральными перспективами» в рейтинге 100 новых и перспективных политиков, представленном Фондом ИСЭПИ.
После того, как в мае 2018 года временно исполняющим обязанности губернатора Амурской области был назначен Василий Орлов, последний принял решение включить Ивана Абрамова в список кандидатов на пост члена Совета Федерации от исполнительного органа государственной власти Амурской области на ближайших выборах губернатора Амурской области. После этого 9 июня Иван Абрамов подал заявление о досрочном сложении полномочий депутата Государственной думы, 13 июня Госдума приняла данное решение.
27 сентября 2018 года Иван Николаевич Абрамов наделён полномочиями члена Совета Федерации Федерального Собрания РФ от исполнительного органа государственной власти Амурской области, вошел в состав Комитета Совета Федерации по экономической политике, после чего был избран заместителем председателя указанного Комитета. Входит в состав Совета по вопросам развития Дальнего Востока и Байкальского региона при Совете Федерации.
По итогам 2021 года Иван Абрамов вошёл в «Топ-50» Медиарейтинга самых упоминаемых в СМИ сенаторов Российской Федерации, составленного компанией «Медиалогия».

## Международные санкции
Из-за поддержки российской агрессии и нарушения территориальной целостности Украины во время российско-украинской войны находится под персональными международными санкциями разных стран.
9 марта 2022 года, на фоне вторжения России на Украину, внесён в санкционный список всех стран Европейского союза так как он голосовал за ратификацию договоров о дружбе с самопровозглашёнными ЛНР и ДНР.
25 марта 2022 года внесён в санкционный список Канады «соратников режима» за «содействие в нарушения суверенитета и территориальной целостности Украины».
7 сентября 2022 года попал под санкции Украины за «поддержку незаконным попыткам России аннексировать суверенную украинскую территорию путём проведения фиктивных референдумов».
30 сентября 2022 года внесён санкционный список Соединённых Штатов Америки «за аннексию Путиным регионов Украины» и одобрения закона о фейках. Государственный департамент отмечает что сенаторы  «проголосовали за одобрение просьбы Путина о вводе войск в Украину, что послужило неоправданным предлогом для полномасштабного вторжения России в Украину».
По аналогичным основаниям с 15 марта 2022 года находится под санкциями Великобритании. С 16 марта 2022 года находится под санкциями Швейцарии. С 21 апреля 2022 года находится под санкциями Австралии. С 3 мая 2022 года находится под санкциями Новой Зеландии.

## Семья
- отец — Николай Иванович Абрамов — заместитель директора Благовещенского мясокомбината
- мать — Любовь Владимировна Абрамова — врач.
- женат и является отцом 4-х детей (дочь Эрика, трое сыновей: Николай, Назар, Мирон). С детства увлекается хоккеем.

Старший брат Сергей с 2005 по 2011 год был депутатом Благовещенской гордумы, а в 2011 году стал руководителем фракции ЛДПР в Законодательном собрании области, был переизбран депутатом в 2016 году, в 2017 году покинул работу депутата ЗС.

## Награды
- Юбилейный знак «Государственная Дума. 100 лет»
- Благодарность губернатора Амурской области (2009)
- Почётная грамота Государственной Думы (2013)
- Благодарность Председателя Государственной Думы (2014)
- Почётный знак Государственной Думы «За заслуги в развитии парламентаризма» (2015)
- Медаль «Совет Федерации. 25 лет» (2018)
- Благодарность Правительства Российской Федерации (2021)